# Ганс Фріче
Ганс Фріче (нім. Hans Fritzsche; 21 квітня 1900, Бохум — 27 вересня 1953, Кельн) — німецький нацистський пропагандист, радіоведучий, високопоставлений чиновник Міністерства народної освіти та пропаганди Йозефа Геббельса. З 1920-х років — журналіст концерну Гугенберга і один з піонерів політичного радіомовлення в Німеччині. З вересня 1932 — голова новинного радіомовлення. 1 травня 1933 вступив у НСДАП, очолював відділ радіо в Міністерстві народної освіти і пропаганди, потім отримав підвищення до глави новинного відділу міністерства. У 1938—1942 очолював відділ внутрішньої преси, але потім його повернув собі сам Геббельс, а Фріче став знову відповідати за радіо. Віщав до кінця війни, підтримуючи бойовий дух солдатів і громадян Рейху. Вів щотижневу передачу «Говорить Ганс Фріче».
Під час падіння нацистського режиму Фріче був у Берліні і капітулював разом з останніми захисниками міста 2 травня 1945, здавшись у полон Червоною Армією. Постав перед Нюрнберзьким процесом, де разом з Юліусом Штрайхер (зважаючи загибелі Геббельса) представляв нацистську пропаганду. Г. Фріче у своїх свідченнях на Нюрнберзькому процесі заявив, що він «організував широку кампанію антирадянської пропаганди, намагаючись переконати громадськість у тому, що в цій війні винна не Німеччина, а Радянський Союз ... Ніяких підстав до того, щоб звинувачувати СРСР у підготовці військового нападу на Німеччину, у нас не було ». На відміну від Штрайхер, засудженого до смертної кари, Фріче був виправданий за всіма трьома звинуваченнями: суд визнав доведеним, що він не закликав до злочинів проти людяності, не брав участь у військових злочинах і змови з метою захоплення влади. Як і обидва інших виправданих в Нюрнберзі (Ялмар Шахт і Франц фон Папен), Фріче, проте, був невдовзі засуджений за інші злочини комісією з денацифікації. Отримавши 9 років ув'язнення, Фріче вийшов на свободу за станом здоров'я у 1950 р. і помер від раку через три роки.